# Saponcourt
Saponcourt es una comuna francesa situada en el departamento de Alto Saona, en la región de Borgoña-Franco Condado.

## Demografía
| 76 | 95 | 82 | 86 | 73 | 70 | 62 | 65 |
| Para los censos de 1962 a 1999 la población legal corresponde a la población sin duplicidades (Fuente: INSEE [Consultar]) |    |    |    |    |    |    |    |